# قائمة الأطباء المسلمين القدامى
تتضمن هذه المقالة قائمة رواد الطب والصيدلة في عصر الحضارة الإسلامية.
وتركّز على الأطباء المسلمين الذين برزوا في مجال الطب والصيدلة في عصر الحضارة الإسلامية.

## قائمة
- يعقوب بن إسحاق الكندي (801-873)، رائد في علم الأدوية[1]
- عباس بن فرناس (810-887)
- ابن ربّن الطبري، رائد الموسوعة الطبية[2]
- أبو زيد البلخي
- إسحاق بن علي الرهاوي (854–931)، رائد في مجال مراجعة الأقران ومراجعة طب الأقران[3]
- أبو الحسن الطبري - طبيب
- ابن ربن الطبري - طبيب
- أحمد بن الجزار
- أبو بكر الرازي (طبيب وكيميائي)
- علي بن عباس الأهوازي (توفي عام 994)، رائد في طب التوليد وطب الأم والجنين[4]
- الزهراوي - أبو علم الجراحة الحديثة، ورائد في جراحة الأعصاب,[5] حج القحف،[4] علم الدم[6] and جراحة الأسنان[7]
- ابن الهيثم (الحسن بن الهيثم)، رائد في مجال جراحة العيون، جهاز الرؤية[8] and بصر[9]
- أبو الريحان البيروني
- ابن سينا (980-1037) - أبو الطب،[10]، مؤسس الطب اليوناني [6] رائد في مجال البحث الطبي، الطب المسند بالدليل، والصيدلة، الصيدلة السريرية،[11] طب الروائح،[12] والنبض،[13] وهو أيضاً فيلسوف
- محمد بن أحمد التميمي (d. 990)
- مسكويه
- ابن زهر - أبو الجراحة التجريبية،[14] ورائد في علم التشريح التجريبي، وعلم وظائف الأعضاء التجريبي، وعلم علم تشريح الإنسان[15] وثقب القصبة الهوائية[16]
- ابن باجة
- ابن طفيل
- ابن رشد
- ابن البيطار
- نصير الدين الطوسي
- ابن النفيس (1213–1288)،أبو جهاز الدوران، رائد في تشريح جهاز الدوران،[17] ومؤسس علم التشريح النفيسي، علم وظائف الأعضاء،[18] نبض[19]
- كمال الدين الفارسي
- لسان الدين بن الخطيب (1313–1374)
- منصور بن إلياس

## طالع أيضًا
- عالم (إسلام)